# 本中小屋駅
本中小屋駅（もとなかごやえき）は、かつて北海道石狩郡当別町字中小屋にあった北海道旅客鉄道（JR北海道）札沼線（学園都市線）の駅（廃駅）である。事務管理コードは▲130207。

## 歴史

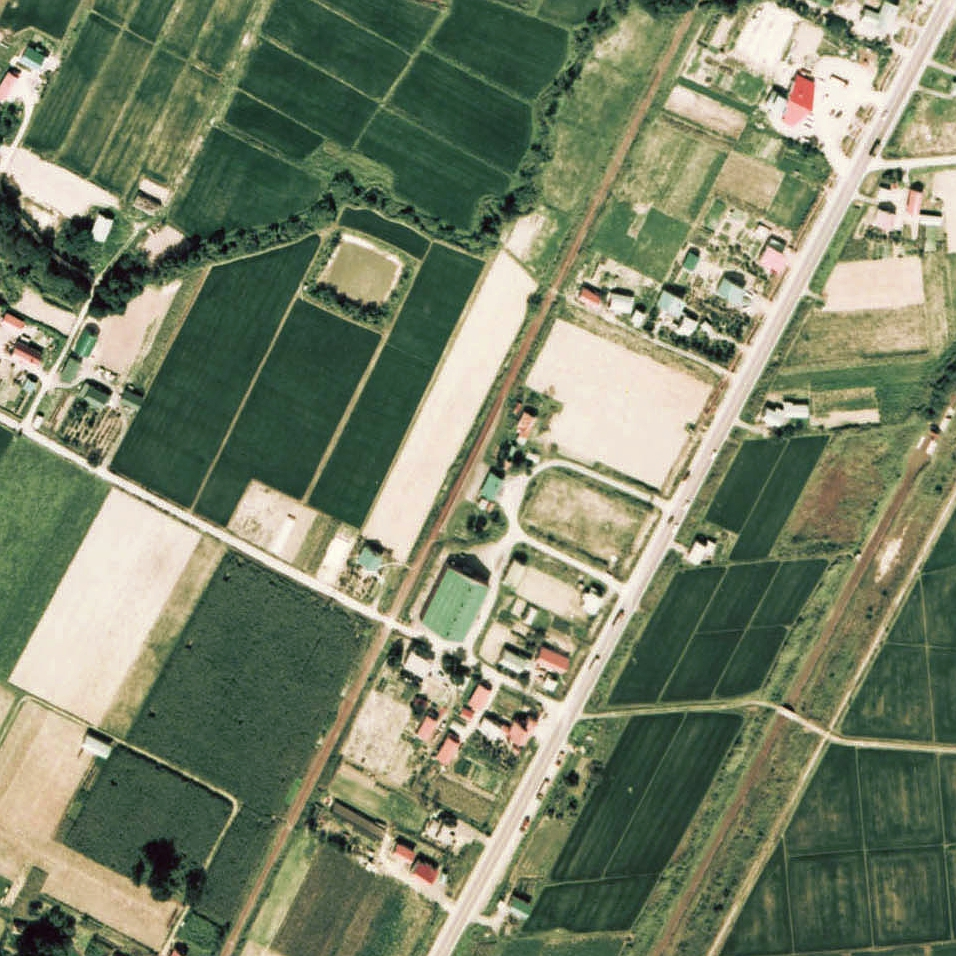
1976年の本中小屋駅と周囲約500m範囲。下が札幌方面。

- 1935年（昭和10年）10月3日：国有鉄道札沼線石狩当別駅（現・当別駅） - 浦臼駅間の開通[報道 2]に伴い、同線の駅として開業[2]。一般駅[3]。
- 1944年（昭和19年）7月21日：第二次世界大戦の激化に伴い、札沼線の石狩当別駅（現・当別駅） - 石狩月形駅間が不要不急線に指定されたため、当駅も営業休止となる[4]。
- 1946年（昭和21年）12月10日：札沼線 石狩当別駅 - 浦臼駅間の営業再開に伴い、営業再開[5]。
- 1949年（昭和24年）6月1日：日本国有鉄道法施行に伴い、日本国有鉄道（国鉄）に継承。
- 1961年（昭和36年）6月12日：業務委託駅となる[新聞 1]。
- 1972年（昭和47年）4月15日：貨物取扱い廃止[3]。
- 1979年（昭和54年）2月1日：荷物取扱い廃止[6]。同時に駅員無配置駅となり[7]、簡易委託化。
- 1987年（昭和62年）4月1日：国鉄分割民営化に伴い、北海道旅客鉄道（JR北海道）に継承[3]。
- 1991年（平成3年）3月16日：札沼線に「学園都市線」の愛称を設定[報道 2][報道 3][8]。
- 1996年（平成8年）3月16日：札沼線（学園都市線）のうち、当駅を含む石狩当別駅 - 新十津川駅間でワンマン運転開始[8]。
- 2000年（平成12年）：札沼線（学園都市線）のうち、当駅を含む桑園駅 - 石狩月形駅間に自動進路制御装置 (PRC) を導入[9]。
- 2020年（令和2年）
  - 4月17日：新型コロナウイルス感染症（COVID-19）に関する緊急事態宣言により、4月18日から5月6日まで全列車運休措置。実質的な最終営業日となる[報道 4]。
  - 5月7日：北海道医療大学駅 - 新十津川駅間の廃止と共に廃駅となる[報道 1][新聞 2][新聞 3][新聞 4]。

### 駅名の由来
地名より。札沼線開通時に中小屋地区には2駅が設置されることとなったが、このうち、地区北端に設置される駅を中小屋駅とし、当駅は「本」を冠した。
地名の由来については、当地が月形と当別の中間点に当たることに由来するとされるが、諸説ある。
- 鉄道省札幌鉄道局による『駅名の起源』（1939年版）では、当地にはかつてただ1軒の民家茶屋があり、月形と当別の中間にあったことから「中茶屋」と呼ばれ、それが「中小屋」となった、としている[10]。
- 1973年（昭和48年）に国鉄北海道総局が上記『駅名の起源』の新版として発行した『北海道　駅名の起源』では、樺戸集治監の囚人によって月形 - 当別間の道路建設を行った際、月形と当別の中間である当地に囚人を収容する小屋が設けられたため、としている[11]。

## 駅構造
単式ホーム1面1線を有していた地上駅。石狩当別駅が管理していた無人駅。ヨ3500形のヨ4473改造の駅舎であった。
2020年5月7日の北海道医療大学駅 - 新十津川駅間の廃止にあたって、同日未明にホームに設置されていた駅名標が撤去された。

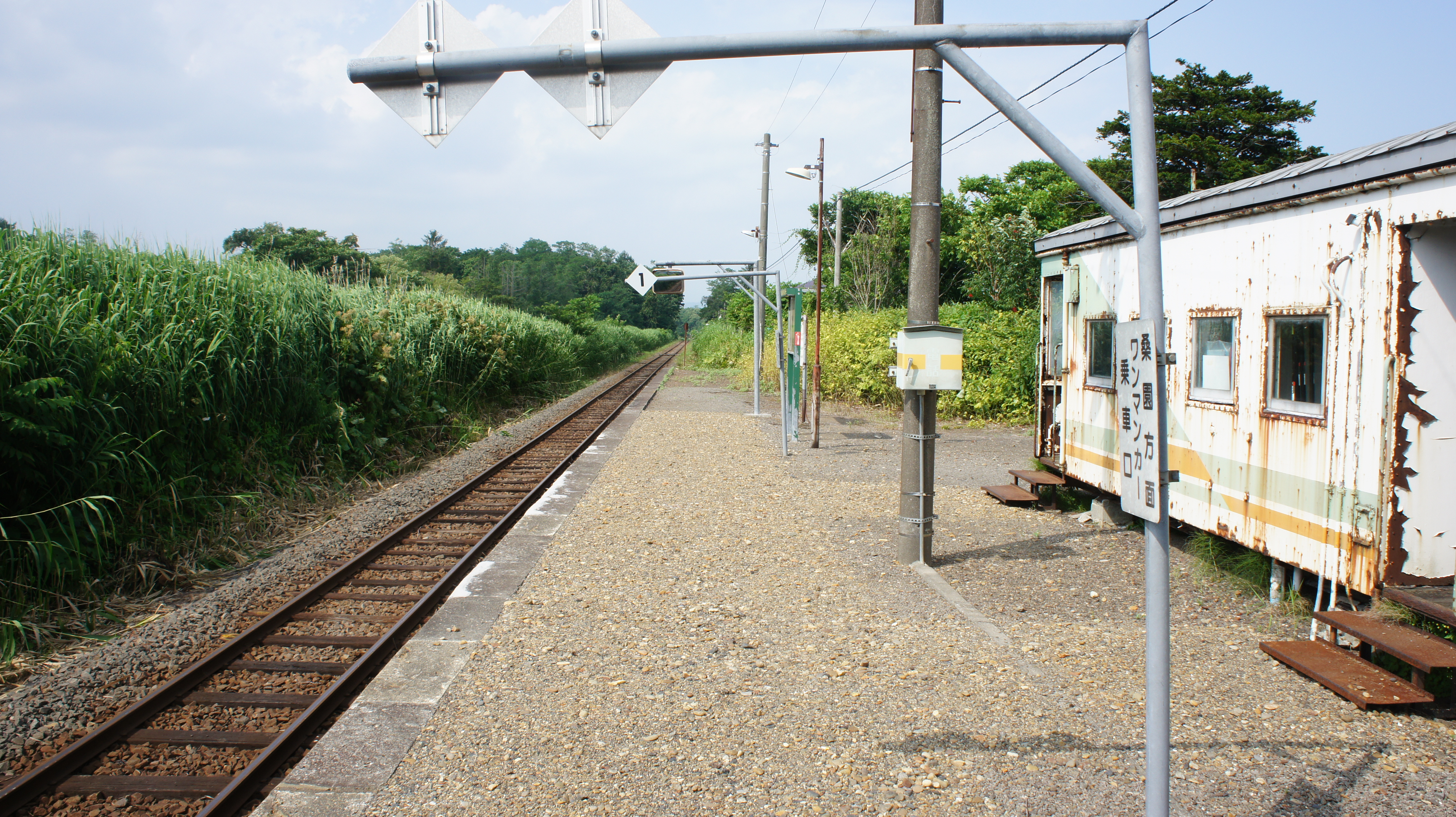
ホーム（2017年7月）
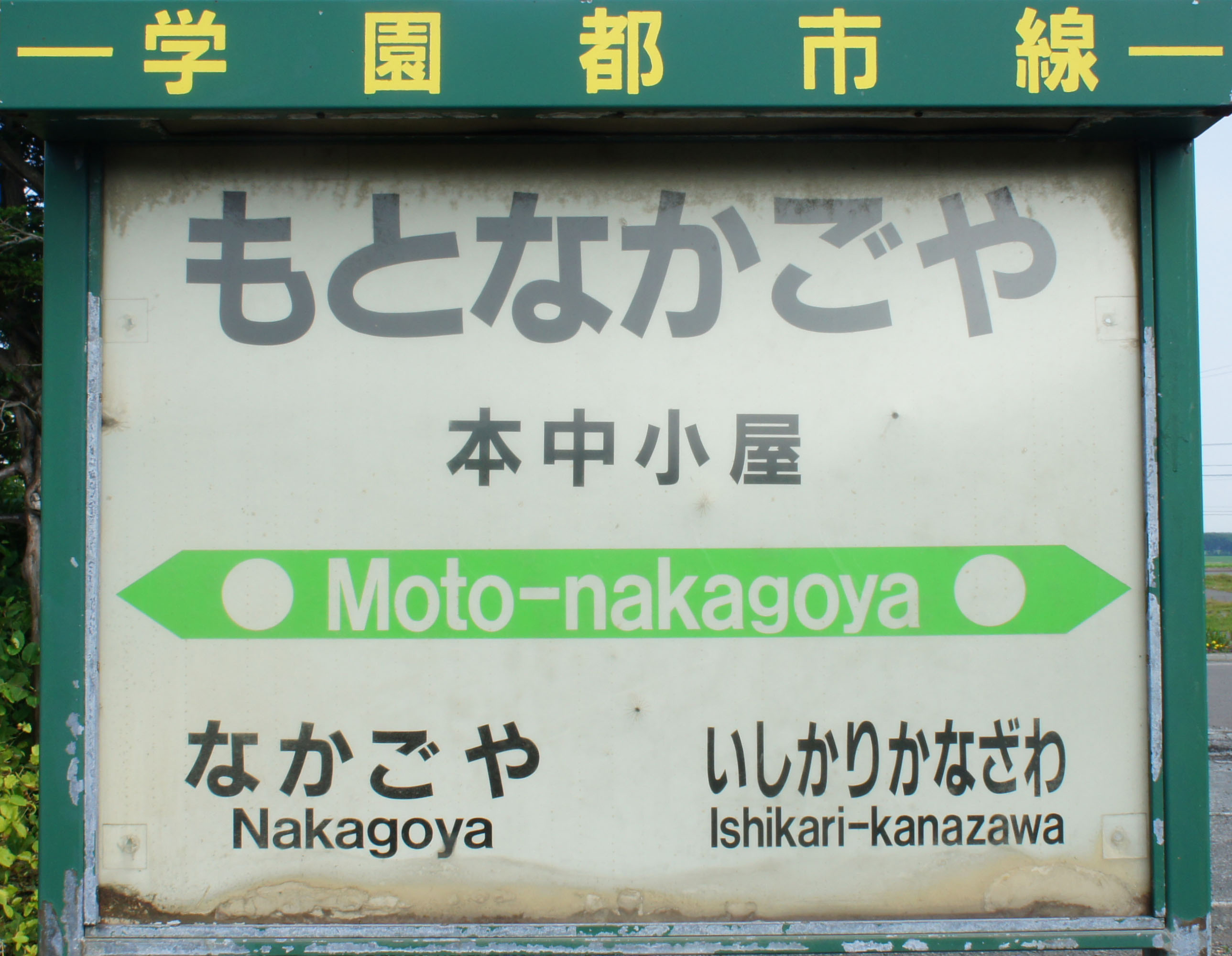
駅名標（2017年7月）

## 利用状況
- 1950年（昭和25年）の1日平均乗車人員は57人[12]。
- 1955年（昭和30年）の1日平均乗車人員は66人[12]。
- 1960年（昭和35年）の1日平均乗車人員は122人[12]。
- 1965年（昭和40年）の1日平均乗車人員は151人[12]。
- 1969年（昭和44年）の1日平均乗車人員は114人[12]。
- 2011 - 2015年（平成23 - 27年）の乗降人員調査（11月の調査日）平均は「10名以下」[報道 5]。
- 2012 - 2016年（平成24 - 28年）の乗車人員（特定の平日の調査日）平均は6.0人[報道 6]。
- 2013 - 2017年（平成25 - 29年）の乗車人員（特定の平日の調査日）平均は7.0人[報道 7]。
- 2014 - 2018年（平成26 - 30年）の乗車人員（特定の平日の調査日）平均は6.6人[報道 8]、乗降人員調査（11月の調査日）平均は「10名以下」[報道 9]。
- 2015 - 2019年（平成27 - 令和元年）の乗車人員（特定の平日の調査日）平均は7.2人[報道 10]。

## 駅周辺
民家が数軒あるのみ。東側には新篠津村との境界がある。
- 国道275号
- 中小屋温泉（徒歩10数分程度）

当駅廃止に伴う代替バス（月形当別線）の最寄停留所は「玄米酵素中央研究所前」となる。

## 隣の駅
北海道旅客鉄道（JR北海道）
札沼線（学園都市線）
石狩金沢駅 - 本中小屋駅 - 中小屋駅

### 報道発表資料
1. 1 2  『札沼線（北海道医療大学・新十津川間）の鉄道事業廃止届の提出について』（PDF）（プレスリリース）北海道旅客鉄道、2018年12月21日。オリジナルの2018年12月24日時点におけるアーカイブ。2018年12月24日閲覧。
2. 1 2  『札沼線（学園都市線）の電化について』（PDF）（プレスリリース）北海道旅客鉄道、2009年9月9日。2009年9月14日閲覧。
3. ↑  『札沼線（学園都市線）の電化開業時期について』（PDF）（プレスリリース）北海道旅客鉄道、2011年10月13日。2011年10月17日閲覧。
4. ↑  『札沼線（北海道医療大学・新十津川間）最終運行について』（PDF）（プレスリリース）北海道旅客鉄道、2020年4月16日。オリジナルの2020年4月16日時点におけるアーカイブ。2020年4月16日閲覧。
5. ↑  “極端にご利用の少ない駅（3月26日現在）” (PDF). 平成28年度事業運営の最重点事項.   北海道旅客鉄道. p. 6 (2016年3月28日). 2017年12月10日閲覧。
6. ↑  「札沼線(北海道医療大学・新十津川間）」（PDF）『線区データ（当社単独では維持することが困難な線区）』、北海道旅客鉄道株式会社、2017年12月8日。2017年12月10日閲覧。
7. ↑  「札沼線(北海道医療大学・新十津川間）」（PDF）『線区データ（当社単独では維持することが困難な線区）（地域交通を持続的に維持するために）』、北海道旅客鉄道株式会社、2018年7月2日。オリジナルの2017年12月31日時点におけるアーカイブ。2018年7月4日閲覧。
8. ↑  “札沼線（北海道医療大学・新十津川間）” (PDF). 線区データ（当社単独では維持することが困難な線区）(地域交通を持続的に維持するために).   北海道旅客鉄道. p. 3 (2019年10月18日). 2019年10月18日時点のオリジナルよりアーカイブ。2019年10月18日閲覧。
9. ↑  “駅別乗車人員” (PDF). 全線区のご利用状況（地域交通を持続的に維持するために）.   北海道旅客鉄道. 2020年1月20日時点のオリジナルよりアーカイブ。2020年1月20日閲覧。
10. ↑  “札沼線（北海道医療大学・新十津川間）” (PDF). 地域交通を持続的に維持するために > 輸送密度200人未満の線区（「赤色」「茶色」5線区）.   北海道旅客鉄道. p. 3 (2020年10月30日). 2020年11月2日時点のオリジナルよりアーカイブ。2020年11月4日閲覧。

### 新聞記事
1. ↑  「札沼線三駅の業務民間委託」『交通新聞』交通協力会、1961年6月15日、1面。
2. ↑  “札沼線・北海道医療大学―新十津川　20年5月7日に廃止”. 北海道新聞. (2018年12月8日).  オリジナルの2018年12月17日時点におけるアーカイブ。 2018年12月8日閲覧。
3. ↑  “札沼線廃止、21日にも届け出　JR、沿線4町と覚書調印”. 北海道新聞. (2018年12月21日).  オリジナルの2018年12月23日時点におけるアーカイブ。 2018年12月23日閲覧。
4. ↑  “JR札沼線、北海道医療大学－新十津川間が廃止へ　2020年5月、地元と合意”. 毎日新聞. (2018年12月20日).  オリジナルの2018年12月23日時点におけるアーカイブ。 2018年12月23日閲覧。
5. ↑  “札沼線静かに廃止 新十津川-道医療大 駅名標を撤去”. 北海道新聞. (2020年5月7日).  オリジナルの2020年5月14日時点におけるアーカイブ。 2020年5月14日閲覧。